# Christopher Pyne

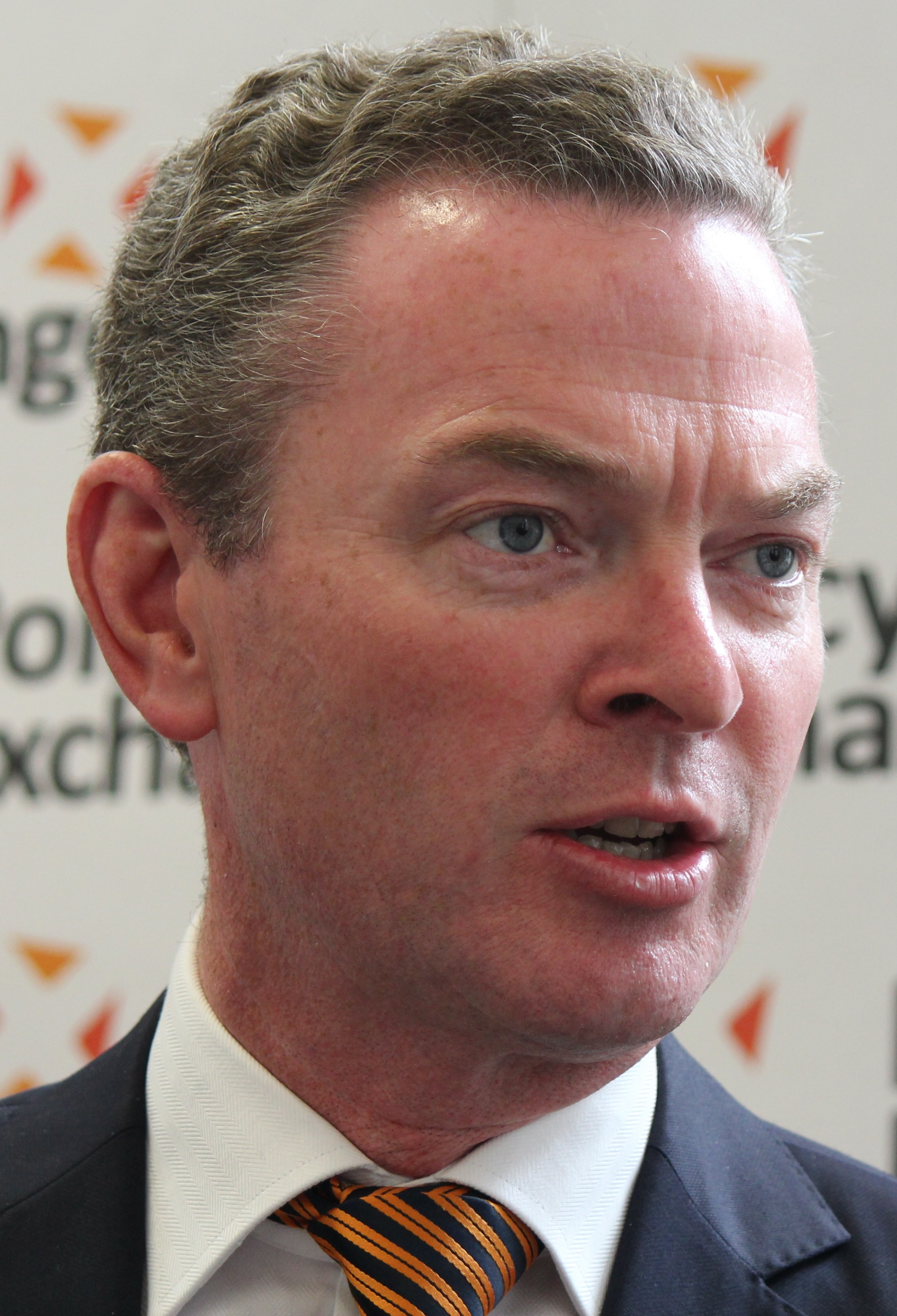
Christopher Pyne (2014)

Christopher Pyne (* 13. August 1967 in Adelaide) ist ein australischer Politiker der Liberal Party of Australia und Mitglied des Australischen Repräsentantenhauses.
1993 wurde er im Alter von 25 für den Wahlkreis Sturt, South Australia, ins Repräsentantenhauses gewählt.
Er besuchte das Saint Ignatius College und die University of Adelaide, welche er mit dem Bachelor of Laws abschloss.